# Liste von Kammerchören
Die Liste der Kammerchöre gibt – ohne Anspruch auf Vollständigkeit – eine Übersicht über Kammerchöre.

## Kammerchöre (Deutschland)
- Aachener Kammerchor, Sitz: Aachen, Leitung: Martin te Laak
- Bergedorfer Kammerchor, Sitz: Hamburg, Leitung: Frank Löhr
- Bonner Kammerchor, Sitz: Bonn, Leitung: Georg Hage
- Camerata Musica Limburg, Sitz: Limburg an der Lahn, Leitung: Jan Schumancher
- Canticum novum, Sitz: Münster, Leitung: Koon Tung Grant Sung
- Carmina Mundi, Sitz: Aachen, Leitung: Harald Nickoll
- Capella Henrici, Sitz: Bamberg, Leitung: Markus Willinger
- Capella Mariana, Sitz: Hof (Saale), Leitung: Ludger Stühlmeyer
- Collegium Vocale, Sitz: Koblenz, Leitung: Richard Moser[1]
- Collegium Vocale Hannover, Sitz: Hannover, Leitung: Florian Lohmann[2]
- Deutscher Kammerchor, Sitz: Gemünden am Main, Leitung: Florian Benfer[3]
- Deutscher Jugendkammerchor, Sitz: Berlin, Leitung: Florian Benfer
- Der Junge Chor Aachen, Sitz: Aachen, Leitung: Fritz ter Wey
- Domkapelle St. Eberhard, Sitz: Stuttgart, Leitung: Andreas Großberger
- Dresdner Kammerchor, Sitz: Dresden, Leitung: Hans-Christoph Rademann
- Dresdner Motettenchor, Sitz: Dresden, Leitung: Hans-Christoph Rademann
- Ensemble Vocapella Limburg, Sitz: Limburg an der Lahn, Leitung: Tristan Meister
- Europäischer Kammerchor Köln, Sitz: Köln, Leitung: Michael Reif
- Freiburger Domsingknaben, Sitz: Freiburg im Breisgau, Leitung: Boris Böhmann
- Hallenser Madrigalisten, Sitz: Halle (Saale), Leitung: Tobias Löbner
- Harvestehuder Kammerchor, Sitz: Hamburg, Leitung: Claus Bantzer
- Hugo-Distler-Ensemble Lüneburg, Sitz: Lüneburg, Leitung: Erik Matz
- I Vocalisti, Sitz: Lübeck, Leitung: Hans-Joachim Lustig
- Junger Kammerchor Braunschweig, Sitz: Braunschweig, Leitung: Steffen Kruse[4][5]
- Junger Kammerchor Düsseldorf, Sitz: Düsseldorf, Leitung: Mathias Staut[6]
- Kammerchor Berlin, Sitz: Berlin, Leitung: Jörg Genslein[7]
- Kammerchor CANTAMO, Leitung: Jonas Dickopf[8]
- kammerchor cantamus halle, Sitz: Halle (Saale), Leitung: Dorothea Köhler
- Kammerchor Collegium Vocale, Sitz: Hilden, Leitung: Volker Dax[9]
- Kammerchor CONSONO, Sitz: Köln, Leitung: Harald Jers
- Kammerchor der Frauenkirche Dresden, Sitz: Dresden, Leitung: Matthias Grünert
- Kammerchor Ettlingen, Sitz: Ettlingen, Leitung: Ralf Keser[10]
- Kammerchor Hannover, Sitz: Hannover, Leitung: Stephan Doormann[11]
- KammerChor Koblenz, Sitz: Koblenz, Leitung: Thomas Sorger[12]
- Kammerchor Nürnberg, Sitz: Nürnberg, Leitung: Christian Heidecker
- Kammerchor Olpe, Sitz: Olpe, Leitung: Manfred Albus[13]
- KammerChor Saarbrücken, Sitz: Saarbrücken, Leitung: Georg Grün
- Kammerchor Stuttgart, Sitz: Stuttgart, Leitung: Frieder Bernius
- Kammerchor TonArt, Sitz: Halle (Saale), Leitung: Michael Reuter[14]
- Kammerchor Wernigerode, Sitz: Wernigerode, Leitung: Benjamin Stielau
- Kölner Kammerchor, Sitz: Köln, Leitung: Peter Neumann
- Lilienfelder Cantorei Berlin, Sitz: Berlin, Leitung: Klaus-Martin Bresgott
- Madrigalchor Aachen, Sitz: Aachen, Leitung: Johannes Honecker
- Magdeburger Kammerchor, Sitz: Magdeburg, Leitung: Lothar Hennig
- Maulbronner Kammerchor, Sitz: Maulbronn, Leitung: Benjamin Hartmann
- Neuer Kammerchor Heidenheim, Sitz: Heidenheim an der Brenz, Leitung: Thomas Kammel[15]
- Neuer Magdeburger Kammerchor, Sitz: Magdeburg, Leitung: Mathias Vetter[16]
- Norddeutscher Figuralchor, Sitz: Hannover, Leitung: Jörg Straube
- Norddeutscher Kammerchor, Sitz: Hamburg, Leitung: Maria Jürgensen[17]
- Oldenburger Kammerchor, Sitz: Oldenburg, Leitung: Lukas Henke[18]
- Rheinischer Kammerchor, Sitz: Köln, künstlerische Leitung: seit 1995 Wolfgang Siegenbrink
- RIAS Kammerchor, Sitz: Berlin, Leitung: Justin Doyle (ab Saison 2017/18)
- Sächsisches Vocalensemble, Sitz Dresden, Leitung: Matthias Jung
- Schola cantorum Düsseldorf, Sitz: Düsseldorf, Leitung: Markus Belmann[19]
- Süddeutscher Kammerchor, Sitz: Alzenau, Leitung: Gerhard Jenemann
- Thüringischer Akademischer Singkreis (TASK), Sitz: Leipzig, Leitung: Jörg Genslein[20]
- Vocalensemble Darmstadt, Sitz: Darmstadt, Leitung: Jorin Sandau
- Vox Bona, Sitz: Bonn, Leitung: Karin Freist-Wissing
- Württembergischer Kammerchor, Sitz: Stuttgart, Leitung: Dieter Kurz
- Young Voices – Egelner Kammerchor, Sitz: Egeln, Leitung: Ralf O. Schubert

## Kammerchöre (Europa)
- Berner Kammerchor, Sitz: Bern (Schweiz), Leitung: Jörg Ewald Dähler
- Cambridge Singers, Sitz: Cambridge (England), Leitung: John Rutter
- Chamber Choir of Europe, Sitz: Mannheim (Deutschland), Artistic Director: Nicol Matt
- Chœur de chambre Accentus, Sitz: Rouen (Frankreich), Leitung: Laurence Equilbey
- Collegium Vocale, Sitz: Kapfenberg (Österreich), Leitung: Helmut Traxler[21]
- Kammerchor Salzburg, Sitz: Salzburg (Österreich), Leitung: Martin A. Fuchsberger[22]
- Kammerchor der Salzburger Liedertafel, Sitz: Salzburg (Österreich), Leitung: Arūnas Pečiulis[23]
- Kammerchor Klagenfurt-Wörthersee, Sitz: Klagenfurt (Österreich), Leitung: Christian Liebhauser-Karl
- Kammerchor Walther von der Vogelweide, Sitz: Innsbruck (Österreich), Leitung: Claudio Büchler
- Les Éléments, Sitz: Toulouse (Frankreich), Leitung: Joël Suhubiette
- Lunder Kammerchor, Sitz Lund (Schweden), Leitung: Daniel Åberg
- Nederlands Kamerkoor, Sitz: Amsterdam (Niederlande), Leitung: Peter Dijkstra[24]
- Prager Kammerchor, Sitz: Prag (Tschechien), Leitung: Lukáš Vasilek
- Wiener Kammerchor, Sitz: Wien (Österreich), Leitung: Michael Grohotolsky